# Свобода зібрань
Свобода зібрань — право проводити мітинги, пікети, демонстрації, а також збиратися в приміщеннях; належить до прав людини «першого покоління» (цивільних та політичних). Свобода зборів закріплена в статті 20 Загальної декларації прав людини, статті 21 Міжнародного пакту про громадянські та політичні права, статті 11 Європейської Конвенції про захист прав людини і основних свобод. Зазвичай захищається лише свобода мирних зібрань.

## Загальна характеристика
Здійснення громадянами цього права не підлягає жодним обмеженням, крім установлених законом в інтересах національної безпеки та громадського порядку з метою запобігання заворушенням чи злочинам, для охорони здоров'я населення або захисту прав і свобод інших людей.
Європейський Суд з прав людини зазначає, що право на зібрання охоплює приватні зібрання та у громадських місцях, так само, як статичні зібрання чи зібрання у формі процесій; це право може бути реалізовано як індивідуальними учасниками, так і організаторами зібрання.
Реалізація права на мирні зібрання в Україні регулюється актами національного та міжнародного законодавства.

## Закріплення права на мирні зібрання у міжнародному праві

### Право на мирні зібрання закріпленні у статтях
- Загальної декларації прав людини

Кожна   людина  має  право  на  свободу  мирних  зборів  і асоціацій.
- Міжнародному пакті про громадянські і політичні права

Визнається право  на мирні збори.  Користування цим правом не підлягає ніяким обмеженням, крім тих, які накладаються відповідно до  закону  і  які  є  необхідними  в демократичному суспільстві в інтересах державної чи суспільної безпеки, громадського  порядку, охорони здоров'я  і моральності населення або захисту прав та свобод інших осіб. 
- Конвенції про захист прав людини і основоположних свобод

Кожен має право на свободу мирних зібрань і свободу об'єднання з іншими особами, включаючи право створювати профспілки та вступати до них для захисту своїх інтересів. Здійснення цих прав не підлягає жодним обмеженням, за винятком тих, що встановлені законом і є необхідними в демократичному суспільстві в інтересах національної або громадської безпеки, для запобігання заворушенням чи злочинам, для охорони здоров'я чи моралі або для захисту прав і свобод інших осіб.
Практика Європейського Суду з прав людини стосовно Конвенції про захист прав людини та основоположних свобод (ст. 11).
1. Право на свободу мирних зібрань

До сьогодні Європейська комісія та Європейський суд розглянули декілька справ в яких йшлось про свободу мирних зібрань за статтею 11. Комісія визначила роль мирних зібрань та висловила обґрунтовану думку про те, що існування процедури попереднього одержання дозволу на їх проведення не порушує статтю 11:
Право на свободу мирних зібрань, яке проголошене у цій статті, є одним із основних прав у демократичному суспільстві та однією з підвалин такого суспільства. Це право охоплює як приватні зібрання, так і збори у громадських місцях. В останньому випадку
існування процедури одержання дозволу на їх проведення, звичайно, не порушує зміст цього  права. Подібна процедура відповідає вимогам пункту 1 статті 11, якщо тільки органи влади використовують її для того, щоб мати можливість забезпечити мирний характер зібрань, і, відповідно, така процедура не є втручанням у здійснення цього права (Заява № 8191/78).
Після цього Комісія зазначила, що тимчасова заборона урядом всіх публічних демонстрацій у даному місті не суперечила пункту 2 статті 11, якщо у разі проведення подібної публічної демонстрації виникала серйозна загроза громадській безпеці та порядку. На підставі подібних
фактів Комісія відхилила доводи уряду про те, що запропонована організацією заявника демонстрація була цілком неприйнятною з точки зору статті 11, через те що вона могла б викликати протидію із застосуванням сили з боку опонентів і
екстремістів. Комісія зауважила з цього приводу, що: Право на свободу мирних зібрань гарантується кожному, хто має намір організувати мирну демонстрацію; можливість контрдемонстрації із застосуванням сили або можливість долучення до демонстрації екстремістів, які не є членами об'єднання, що виступив організатором, і які мають намір вчинити насильницькі дії, не можуть самі по собі скасувати це право. Навіть якщо існує реальна загроза того, що
публічна демонстрація може призвести до заворушень внаслідок подій, які є поза контролем організаторів демонстрації, це не може бути приводом для виключення її зі сфери дії пункту 1 статті 11 Конвенції. Будь-які обмеження, що накладаються на подібні зібрання, повинні відповідати умовам положення пункту 2 статті 11 (Заява № 8440/78).   
Комісія постановила, що уряд діяв у дозволених межах поля розсуду, коли заборонив всі публічні демонстрації там, де існували серйозні підстави реальної загрози громадській безпеці та порядку. Варто зауважити, що в обох названих вище справах заборона уряду на проведення демонстрацій була нетривалою і обмеженою територіально.
1. Особливі аспекти обмежувальних положень статті 11.

Комісія дала роз'яснення з цього приводу у Заяві № 11603 /85. У цій справі йшлось про те, що заявники протестували проти невизнання державою за окремими державними службовцями, які працювали в Штабі урядового зв'язку Сполученого Королівства (GCHQ), що відповідав за організацію військового та офіційного зв'язку уряду, права організувати профспілку  і вступати до неї, хоча подібна профспілка на той час уже функціонувала майже сорок років. Усі сторони погодились, що  заборона профспілки була втручанням  у здійснення прав, які гарантуються у статті 11.       
Подальший розгляд Комісією аргументів держави щодо пункту 2 ілюструє суттєву різницю між обмежувальними положеннями статті 11 і паралельними положеннями інших статей Європейської конвенції, що мають аналогічну структуру. Оскільки заявники з GCHQ у зазначеній вище справі, без сумніву, були «представниками державної адміністрації», то Комісія обмежилась розглядом «законності» дій держави, які
були спрямовані на заборону профспілкових об'єднань. Комісія визнала, що положення законодавства, які застосувала держава, базувались на національному законодавстві і підлягали судовому контролю з боку національних  судових органів. 
Комісія залишила відкритим питання про те, чи містив у собі  термін «законний» також принцип пропорційності, і зауважила, що: Навіть якщо термін «законний» і потребує чогось більшого, ніж обґрунтування в національному законодавстві, наприклад, заборони довільних рішень, немає підстав вважати, що у даній справі ця вимога не була дотримана.
Комісія не вважала за доцільне розглядати справу у світлі критерію «необхідності в демократичному суспільстві», оскільки вважала, що у цій справі могло застосовуватись тільки друге речення пункту 2 статті 11.

## Закріплення права на мирні зібрання в українському законодавстві
Стаття 39 Конституції України визначає мирні заходи як збори, мітинги, походи і демонстрації. Необхідно зазначити, що цей перелік не є
вичерпним. Кодекс адміністративного судочинства України визначає мирні зібрання як збори, мітинги, походи, демонстрації тощо, тобто передбачає можливість прояву мирних зібрань в інших формах. Мирні зібрання можна розтлумачити як масові заходи громадян, відкриті й доступні кожному, хто бажає взяти у них участь. Мирні заходи найчастіше проводяться з метою вираження ставлення тих чи
інших груп, об'єднань громадян до суспільних явищ та проблем, привернення уваги органів влади до них та є однією із форм безпосередньої демократії.Основною рисою мирних зібрань є мирний характер їх проведення.
До мирних можна віднести також релігійні зібрання, які проводяться релігійними організаціями. Такими зібраннями можуть бути публічні богослужіння, релігійні обряди, церемонії та процесії.

### Форми та види мирних зібрань у національному законодавстві
- збори — це спільна, спеціально організована невелика присутність громадян у громадському або іншому місці, викликана необхідністю обговорення різних політичних, соціальних, економічних, культурних та інших проблем;

- мітинг — це масові збори з питань злободенних, переважно політичних питань, які проводяться, як правило, на вулицях, майданах, стадіонах, парках. Неодмінні атрибути мітингу — масова аудиторія, промовці, лозунги, прапори, заклики (усні, друковані, письмові);

- демонстрація — це масове находження громадян з приводу висловлення будь-яких громадсько-політичних настроїв, в тому числі з питань протесту або незгоди будь з чим.;

- вуличний похід проводиться з тією ж метою, що і демонстрація, мітинг, однак відрізняється меншою динамікою, відсутністю мітингово-демонстраційної атрибутики;

- пікетування — форма демонстрації, під час якої виставляються представники будь-де, наприклад, перед будинками об'єднань, підприємств з метою висловлення протесту проти чого-небудь, для забезпечення охорони на місці проведення страйку або демонстрації.

Право громадян України на мирні зібрання гарантується Конституцією України, згідно з частиною першою статті 39 якої вони мають право збиратися мирно, без зброї і проводити збори, мітинги, походи і демонстрації, про проведення яких завчасно сповіщаються органи виконавчої влади чи органи місцевого самоврядування.
Кожен має право на свободу світогляду і віросповідання. Це право включає свободу сповідувати будь-яку релігію або не сповідувати ніякої, безперешкодно відправляти одноособово чи колективно релігійні культи і ритуальні обряди, вести релігійну діяльність. Здійснення цього права може бути обмежене законом лише в інтересах охорони громадського порядку, здоров'я і моральності населення або захисту прав і свобод інших людей.
Цивільний кодекс України передбачає право фізичних осіб на мирні збори, конференції, засідання, фестивалі тощо. Відповідно до частини
другої цієї статті обмеження щодо реалізації права на мирні зібрання може встановлюватися судом відповідно до закону.
Спеціального закону, який регулював би суспільні відносини у сфері мирних зібрань, законодавство України на сьогодні не має.
Окремі питання реалізації права на мирні зібрання висвітлені в рішенні Конституційного Суду України № 1-30/2001 у справі щодо завчасного сповіщення про мирні зібрання, ініційованій поданням Міністерства внутрішніх справ України щодо офіційного тлумачення положення частини першої статті 39 Конституції України про завчасне сповіщення органів виконавчої влади чи органів місцевого самоврядування про проведення зборів, мітингів, походів і демонстрацій.

### Конституційний Суд України вирішив
Положення  частини  першої  статті  39 Конституції України щодо завчасного сповіщення органів  виконавчої  влади  чи  органів місцевого самоврядування про проведення зборів, мітингів, походів і демонстрацій в аспекті конституційного  подання  треба  розуміти так, що  організатори  таких  мирних  зібрань  мають  сповістити зазначені органи про проведення цих заходів заздалегідь, тобто  у прийнятні  строки, що передують даті їх проведення.  Ці строки не повинні обмежувати  передбачене  статтею  39  Конституції  України право громадян, а мають служити його гарантією і водночас надавати можливість відповідним  органам  виконавчої   влади   чи   органам місцевого   самоврядування   вжити  заходів  щодо  безперешкодного проведення громадянами зборів, мітингів, походів і демонстрацій, забезпечення громадського порядку, прав і свобод інших людей.
Практика адміністративних судів
Практика адміністративних судів щодо мирних зібрань є несприятливою для організаторів мирних зібрань. Кожного року українські суди ухвалюють до 90 % рішень на користь органів влади, забороняючи чи обмежуючи мирні зібрання. Судова практика щодо мирних зібрань в Україні є не уніфікованою і має відмінності у різних регіонах. Практика судів вищих інстанцій часто свідчить про ігнорування міжнародних стандартів у цій сфері і не може слугувати надійним орієнтиром у вирішенні справ цієї категорії.
Суди застосовують національне законодавство щодо свободи мирних зібрань без урахування міжнародних стандартів або викривлюючи їх зміст. Натомість, суди активно застосовують акти законодавства Радянського Союзу(Указ Президії ВерховноїРади СРСР «Про порядок організації і проведення зборів, мітингів, вуличних походів і демонстрацій в СРСР» від 28.07.1988 року) і підзаконні акти органів місцевого самоврядування, які обмежують конституційне право на мирні зібрання.

## Підстави для обмеження свободи мирних зібрань
Держави повинні не лише охороняти право на мирні зібрання, а й утримуватися від застосування необґрунтованих непрямих обмежень цього права. Основним об'єктом захист особистості від свавільного втручання з боку публічної влади у здійснення захищених прав.
Статтею 64 Конституції України визначено, що конституційні права і свободи людини і громадянина, а відповідно і право на мирні зібрання, не можуть бути обмежені, крім випадків, передбачених Конституцією України.
Обмеження щодо реалізації права на мирні зібрання може встановлюватися судом відповідно до закону і лише в інтересах національної безпеки та громадського порядку — з метою запобігання заворушенням чи злочинам, для охорони здоров'я населення або захисту прав і свобод інших людей.
Забороняючи проводити мирні зібрання, суди найчастіше бачать загрозу інтересам національної безпеки та громадського порядку у випадках:
1) наявності «недоліків» у повідомленні про мирний захід, пов'язаних із «несвоєчасністю» подання, «вадами» заяви (відсутність інформації про відповідальну особу, кількість учасників, часу проведення тощо), проведенні зібрання у «недозволеному» місці;
2) наявності одночасних заходів — збігу мирних зібрань у часі та місці проведення з офіційними заходами органів державної влади чи місцевого самоврядування, заходами інших організацій, контрдемонстрацій, запланованого перебування поблизу місця проведення масового заходу перших осіб держави чи високих іноземних гостей;
3) неспроможності органів влади забезпечити громадський порядок, безпеку руху транспорту чи пішоходів, дотримання правил благоустрою тощо;
4) наявності небезпеки для охорони здоров'я чи моралі населення;
5) створенні перешкод або незручностей у реалізації прав осіб, що не беруть участь у мирному зібранні;
6) наявності шкоди для іміджу влади та репутації держави.